# Oh (singolo)
Oh è un brano musicale R&B della cantante statunitense Ciara, scritta dall'interprete insieme al rapper Ludacris, ospite del brano, e prodotta dal duo Dre & Vidal per l'album di debutto della cantante, Goodies. Pubblicato nel 2005 come terzo singolo estratto sall'album, il pezzo ha raggiunto la seconda posizione sia della Billboard Hot 100, sia della Hot R&B/Hip-Hop Songs, riuscendo ad aggiudicarsi perfino il disco di platino. Il singolo ha avuto successo in diversi paesi nel mondo.

## Critiche
La canzone ha ricevuto recensioni positive, ma "The Situation" ha pubblicato una recensione negativa, dicendo che la dolce voce di Ciara non è forte come quella di Ludacris. "Oh" ha vinto un Vibe Awards del 2005 nella categoria "Miglior Collaborazione".

## Video
Il video di "Oh" è stato diretto da FAT Cat. Inizia con Ciara seduta con delle bambine che guardano un lettore MP3. La telecamera "zoomma" sul lettore, che mostra Ciara e i suoi amici in un vicolo di Atlanta. Nel video si eseguono molte coreografie.

## Tracce
- 12" Promotional vinyl

Lato A
1. "Oh" (main)
2. "Oh" (a cappella)

Lato B
1. "Oh" (main)
2. "Oh" (instrumental)

- Australian EP

1. "Oh" (album version)
2. "Oh" (Kardinal Beats remix)
3. "Oh" (Bimbo Jones remix)
4. "Oh" (DJ Volume "South Beach" remix)
5. "1, 2 Step" (Phattbelly Club remix)

- Import CD

1. "Oh" (album version)
2. "Oh" (Kardinal Beats radio edit)

- iTunes UK digital download #1

1. "Oh" (featuring Ludacris)
2. "Oh" (French remix) [Ludacris and M. Pokora]
3. "Oh" (Kardinal Beats remix)

- iTunes UK digital download #2

1. "Oh" (album version)
2. "Oh" (Kardinal Beats remix)
3. "Oh" (Bimbo Jones remix)
4. "Oh" (Bimbo Jones dub)
5. "Oh" (DJ Volume ("South Beach" remix)

- iTunes digital download #3

1. "Oh" (album version)
2. "Oh" (Kardinal Beats remix)

- U.S. Promotional CD

1. "Oh" (main)
2. "Oh" (instrumental)

## Chart
| Classifica (2005)                               | Posizione |
| ----------------------------------------------- | --------- |
| Australia                                       | 7         |
| Canada BDS Airplay Chart                        | 49        |
| China Singles Chart                             | 11        |
| Finlandia                                       | 17        |
| Francia                                         | 48        |
| Germania                                        | 7         |
| Irlanda                                         | 7         |
| Regno Unito                                     | 4         |
| Nuova Zelanda                                   | 5         |
| Svizzera                                        | 11        |
| U.S. Billboard Hot 100                          | 2         |
| U.S. Billboard Hot R&B/Hip-Hop Singles & Tracks | 2         |
| U.S. Billboard Pop 100                          | 6         |
| U.S. Billboard Rhythmic Top 40                  | 1         |
| U.S. Billboard Top 40 Mainstream                | 6         |